# 네멘치네

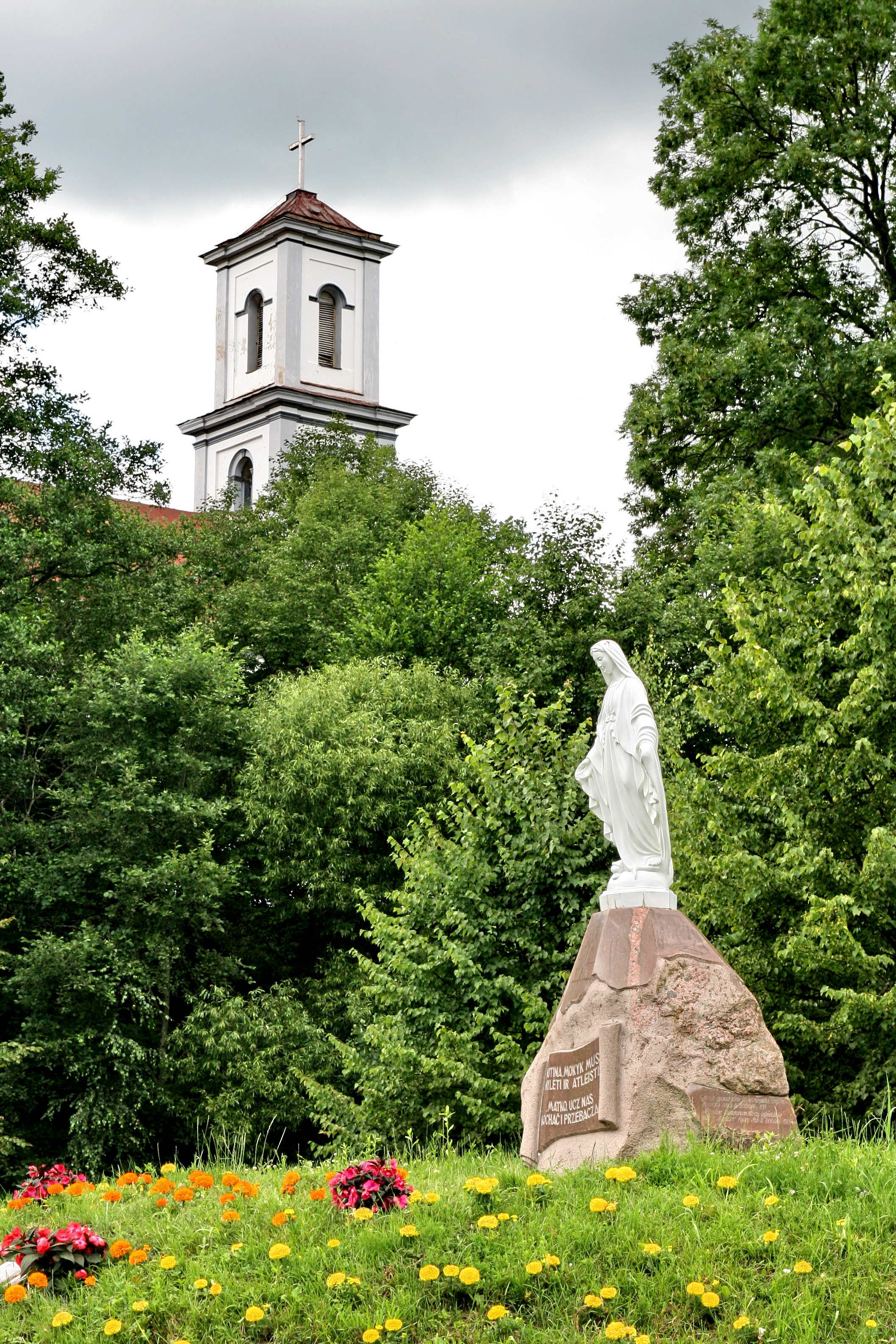
네멘치네 성모 마리아 동상

네멘치네(리투아니아어: Nemenčinė)는 리투아니아 남부 빌뉴스주의 도시로 인구는 5,054명(2011년 기준)이다. 빌뉴스에서 북동쪽으로 약 20km 정도 떨어진 곳에 위치한다. 14세기 문헌에 처음으로 등장했으며 1955년에 도시 지위를 부여받았다.

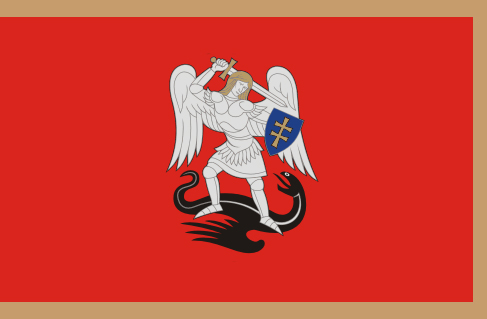
시기
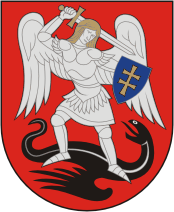
시 문장

## 자매 도시
- 폴란드 에우크
- 폴란드 수바우키